# مونك إيستمان
مونك إيستمان (بالإنجليزية: Monk Eastman)‏ هو مجرم أمريكي، ولد في 1875 في Williamsburg, Brooklyn ‏ في الولايات المتحدة، وتوفي في 26 ديسمبر 1920 في مانهاتن في الولايات المتحدة.